# (307251) 2002 KW14
(307251) 2002 KW14, também escrito como (307251) 2002 KW14, é um objeto transnetuniano (TNO) que está localizado no cinturão de Kuiper, uma região do Sistema Solar. Ele é classificado como um cubewano. O mesmo possui uma magnitude absoluta de 5,0 tem um diâmetro com cerca de 240 ou 305 km. O astrônomo Mike Brown lista este corpo celeste em sua página na internet como um candidato a possível planeta anão.

## Descoberta
(307251) 2002 KW14 foi descoberto no dia 17 de maio de 2002 pelos astrônomos C. A. Trujillo, e Michael E. Brown.

## Órbita
A órbita de (307251) 2002 KW14 tem uma excentricidade de 0,204 possui um semieixo maior de 46,697 UA. O seu periélio leva o mesmo a uma distância de 37,185 UA em relação ao Sol e seu afélio a 56,209 UA.